# Wöllabach
Der Wöllabach ist ein rechter Nebenfluss der Möll in Kärnten, Österreich.

## Verlauf
Der Wöllabach entspringt westlich des Sandfeldkopfs in der Tresdorfer Wölla. Er fließt nach Norden und nimmt nach einer Steilstufe den Weißenbach, seinen größten Nebenbach, auf. Durch großteils bewaldetes Gebiet fließt er weiter nach Norden, bis er bei Wöllatratten in die Möll mündet.
Das Quellgebiet des Bachs liegt in der Gemeinde Rangersdorf, das übrige Einzugsgebiet gehört zur Gemeinde Stall.

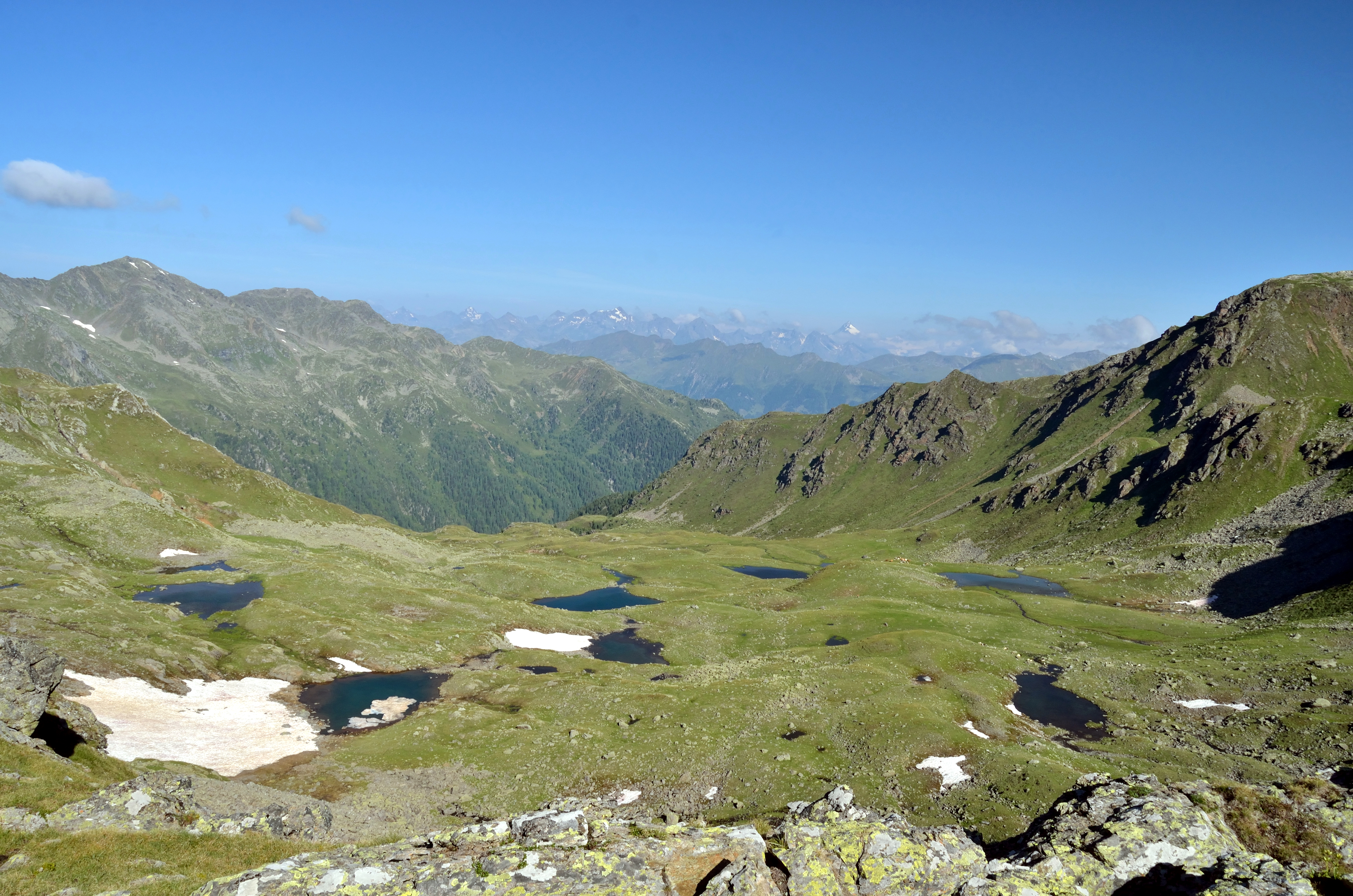
Blick vom Glenktörl auf die Seenplatte Im Feld mit dem Feldsee (mittig)

## Berge
Der Wöllabach fließt vom höchsten Gipfel der Kreuzeckgruppe nach Norden. Sein Quellgebiet, die Tresdorfer Wölla, wird eingefasst von Großem Griedelkopf (2659 m) und Hoher Nase (2630 m) im Westen, den Schwarzwänden im Süden und Sandfeldkopf (2498 m) und Weißenkopf (2452 m) im Osten. Östlich davon schließen die Staller Weißen an, das Quellgebiet des Weißenbachs. Dieses wird im Süden vom Hochkreuz (2709 m) begrenzt. Östlich der Staller Wölla liegt eine Seenplatte mit dem Feldsee umgeben von Kleinem Hochkreuz (2565 m), Kreuzeck (2701 m) und Schwarzriesenkopf (2613 m).

## Tourismus, Wandern
- Kreuzeck-Höhenweg: Die 3. Etappe des Kreuzeck-Höhenwegs führt den Kamm am südlichen Rand des Einzugsgebietes des Wöllabachs entlang.[2]
- Vom Parkplatz Wöllabach auf 1677 Meter Seehöhe führen markierte Wanderwege auf das Glenktörl und weiter auf das Kreuzeck[3] sowie über das Kirschentörl zum Hochkreuz.[4]

## Nebenbäche
Das Einzugsgebiet des Wöllabachs hat eine Fläche von 33,2 Quadratkilometern. Die größten Nebenbäche sind:
| Name          | Mündungsseite | Mündungsort            | Einzugsgebiet in km² |
| ------------- | ------------- | ---------------------- | -------------------- |
| Griedelbach   | links         | Bärenebenhütte         | 1,4                  |
| Weißenbach    | rechts        |                        | 5,1                  |
| Walkabach     | links         |                        | 1,8                  |
| Schwarzriese  | rechts        |                        | 1,4                  |
| Großtal       | rechts        | Untere Gößnitzer Hütte | 1,2                  |
| Gronbach      | rechts        | Bei den Stallen        | 2,8                  |
| Steinwandbach | rechts        | Steinwandalm           | 1,8                  |
| Zwieselbach   | rechts        |                        | 1,5                  |
| Strugenbach   | rechts        |                        | 2,0                  |

## Energie
Das Krafthaus Wölla ist Teil der Kraftwerksgruppe Fragant. Dabei wird Wasser aus dem Wöllabach gefasst und nach Außerfragant geleitet.